# Sova
Die sova (= sozialistische verlagsauslieferung gmbh) wurde im Jahr 1971 als Auslieferung für Verlage der Studentenbewegung gegründet. Sie fungiert als Zwischenhändler zwischen Verlagen und Buchhandel. Ihr Firmensitz ist Maintal. Der sova schlossen sich Verlage an, die aufgrund ihrer Größe bzw. ihrer politischen Ausrichtung von anderen Verlagsauslieferungen nicht berücksichtigt wurden und werden. Anfangs vertrat die sova fünf Verlage, im Jahr 2022 waren es 75. Gemäß deren Selbstverständnis und dem der sova wurden „Bücher mit emanzipativem Inhalt“ vertrieben. Mit ihrem kapitalismuskritischen Ansatz verzichte die sova bis zuletzt auf „geschlechtsspezifische Arbeitsteilung“ und „formelle Hierarchie“.
Zu den der Sova angeschlossenen Verlagen gehörten AG SPAK, Anabas-Verlag, Ästhetik & Kommunikation, Ça ira Verlag, Edition Tiamat, Karl Dietz Verlag Berlin, Efef-Verlag, Graswurzelrevolution, Konkursbuch Verlag, Lettre International, Stroemfeld und Taz-Verlag. Zu den sova-Bestsellern gehörten die Mao-Bibel, Klaus Theweleits Buch Männerphantasien, Häutungen von Verena Stefan und die Buchreihe Mein heimliches Auge von Claudia Gehrke. 
Am 14. November 2022 meldete die sova Insolvenz an. Die Werkstatt VA in Rastede führt die Lagerungen fort, die Räumung des Lagers der sova werde im Januar 2023 beendet sein.